# كين ماتينجلي
كين ماتينجلي  (بالإنجليزية: Thomas Mattingly)‏ أوطوماس كينيث ماتينجلي أحد رواد الفضاء الأمريكيين. ولد ماتينجلي في 17 مارس 1936 بمدينة شيكاغو. واشترك في رحلات فضائية عديدة تبع ناسا وقام برحلة إلى القمر مع زميليه جون يونغ وشالز ديوك في بعثة أبولو 16. إلا أنه لم يهبط معهما إلى سطح القمر، بل بقي هو كقبطان للمركبة الفضائية في مدار حول القمر . وهو واحد من 24 رائد للفضاء الذين قاموا برحلات إلى القمر في إطار برنامج أبولو.

## اقرأ أيضًا
- نيل أرمسترونج
- بز ألدرن
- مايكل كولينز
- أبولو 8
- أبولو 10
- أبولو 11
- أبولو 17

## وصلات خارجية
- كين ماتينجلي على موقع IMDb (الإنجليزية)